# Prix Möbius des multimédias
 (mars 2025).
Le prix Möbius des Multimédias est une manifestation internationale dédiée à la valorisation des multimédias. Il a été créé en 1992 par Jean-Claude Quiniou et Ghislaine Azémard, professeure au département hypermédia de l'Université Paris VIII avec l'appui de différentes directions générales de la commission européenne, du CNRS et du CNET.
Le prix Möbius est organisé tous les ans avec le soutien de différents ministères français. Il assure la veille éditoriale et internationale et l'animation du réseau universitaire international. Cette manifestation a été inaugurée sous le haut patronage de l'UNESCO.

## Objectifs
- Valoriser l'innovation technique et esthétique ;
- Partager les connaissances, compétences, idées et projets ;
- Participer à l'épanouissement et à la diversification de l'offre ;
- Promouvoir les multimédias de qualité auprès des principaux acteurs et médiateurs culturels concernés par ce marché ainsi qu'auprès du large public ;
- Favoriser les accords de coproduction, de localisation, d'achats de droits à l'occasion de la présentation des œuvres multimédias sélectionnées.

## Le Réseau
Le prix Möbius International s'appuie sur un réseau de personnalités, d'universités et de laboratoires de recherche, impliqués depuis de nombreuses années dans l'analyse des systèmes de communication et l'étude des industries culturelles. Ce réseau mondial est composé de comités de sélection en Allemagne, Australie, Belgique, Chine, Espagne, France, Finlande, Grèce, Italie, Roumanie, Suisse, au Brésil, Canada Japon et aux États-Unis d'Amérique.

## Fonctionnement
Après un appel à candidature effectué dans chaque pays, les comités nationaux recensent les réalisations de l'année en cours en fonction de leurs qualités innovantes. Les comités se réunissent et désignent les nommés qui représenteront leur pays au Prix Möbius International.

## Lauréats
- 1997 : (mul) Jean-Marc Campaner, Didier Cackel, Francis Piot et al. (trad. Isabelle Bataillard, Rick Christenson et Daniel Costello, ill. Sylvain Lucchina (1972-), Mohamed Mankour et Stéphane Ruocco), Galswin vacances : de la 4e vers la 3e, Belfort, Integral Media SA, coll. « Les vacances de la réussite ! », 2000, CD-ROM (EAN 3589490000600, BNF 38525231).Cédérom reconnu d'intérêt pédagogique par le Ministère de l'Éducation nationale et lauréat du prix Möbius du meilleur cédérom éducatif en 1997 pour Galswin : Les aventures éducatives dans l'univers de la différence[1].
- 1999 : André Rogerie (1921-2014) (id. orig.) et Raphaël Esrail (1925-2022) (id. orig.), FMD (concept et scénario) (voix parlées de Catherine Deneuve (1943-), Richard Berry (1950-) et Hubert Saint-Macary (1949-)), Mémoires de la déportation (Récits personnels), Paris, Fondation pour la mémoire de la déportation / Publicis technology (réimpr. 2000 et 2005) (1re éd. 1998), CD-ROM (EAN 3760019620022, OCLC 758277763, BNF 38478175, SUDOC 056732155).En 1999, le Cédérom est reconnu d'intérêt pédagogique par les Ministères de l'Éducation Nationale, de la Recherche et de la Technologie. Il reçoit le Grand prix Möbius France 1999[2].
- 2000 : (fr + en) Roger Boulay (1943-) et Alain Néris (ill. Jean-Richard Lisiak, Kareen Coote et Christophe Sand), Kanak : Bwénaado [en langue Cèmuhî] (traduit par : rassemblement coutumier)[3] / le pays vit de la parole, vol. 2, Nouméa, Centre culturel Jean-Marie Tjibaou / Mémoire d'images interactive, 2001, CD-ROM (OCLC 864364745, BNF 38537197, SUDOC 142989525).Cédérom dédié au patrimoine culturel Kanak, lauréat du prix Möbius culture en 2000[4],[5].
- 2005 : Sisygambis (Les 7 Portes), Les Rencontres Virtuelles sur la Route de la Soie